# Armor Games
Armor Games, fundado inicialmente como "Games of Gondor", é um site situado em Irvine, Califórnia, que hospeda jogos gratuitos feitos no Adobe Flash e HTML. O site foi fundado e é mantido por Daniel McNeely. O site hospeda jogos de todos os gêneros como aventura, quebra-cabeça, ação e outros.
O site possui um blog, no qual anuncia sobre atualizações do próprio site e de novos jogos, podendo estarem sendo desenvolvidos por alguém da equipe ou não. Oficialmente, Armor Games já publicou treze jogos. Apesar disso, qualquer desenvolvedor de jogos amadores em flash pode entrar em contato com a equipe do site e receber patrocínio.
O site era inicialmente conhecido como "Games of Gondor", mas foi forçado a mudar de nome devido a possíveis problemas de direitos autorais com O Senhor dos Anéis. O site era conhecido por criar material baseado nos livros de Tolkien, por causa disso ainda possuem remanescências no site, incluindo jogos criados com o antigo nome.

## Novo Armor Games
Há um novo Armor Games sendo desenvolvido, que todos podem acessar. Há também a possibilidade de comentar sobre as mudanças. Armor Games Beta (Site)